# Matsukata Kōjirō
Matsukata Kōjirō (松方 幸次郎), 17 janvier 1865 - 24 juin 1950, est un homme d'affaires et collectionneur d'art japonais. Sa collection d'art français est au cœur du musée national de l'Art occidental à Tokyo.
Matsukata Kōjirō est le troisième fils de Matsukata Masayoshi, un homme politique japonais.
Il devint président de la société de construction navale Nagasaki Dockyard Co., fondée par l'entrepreneur Kawasaki Shōzō en 1878, et les développa progressivement dans un grand groupe diversifié de conception et construction d'équipements industriels et de transports maritimes (K Line), rebaptisé Kawasaki Heavy Industries en 1969 (ingénierie lourde, chantiers navals, construction aéronautique, construction de locomotives et wagons, constructions de motos...etc).

## Présidence deKawasaki Dockyard
Pour un article plus général, voir Kawasaki Heavy Industries.
En 1894, le chantier naval Kawasaki Dockyard, fondé par Shozo Kawasaki, a l'opportunité — et le devoir — de fournir à l'empire du Japon les navires nécessaire à la première guerre sino-japonaise. Croulant sous les commandes et proche de 60 ans, le fondateur décide d'ouvir le capital et la gouvernance de l'entreprise sitôt la guerre finie. Le 15 octobre 1896, c'est chose faite : le chantier naval devient une société anonyme, la Kawasaki Dockyard Co., Ltd., présidée par Matsukata Kōjirō.
Le choix n'est bien sûr pas dû au hasard. Shozo Kawasaki n'a pas de fils suffisamment âgé pour prendre les rênes de l'entreprise. Il propose donc au troisième fils de Matsukata Masayoshi qui, alors qu'il était vice-ministre des finances, l'avait aidé à fonder son premier chantier naval dans la baie de Tokyo en 1878. Kōjirō est alors un bon connaisseur des affaires économiques de l’empire : il avait été secrétaire du premier ministre du Japon de 1891 à 1892, pendant l'administration de son père. Il est le premier président de l'entreprise, et conserve sa place de 1896 à 1928, soit pendant 32 ans. Il va amorcer la diversification de l'entreprise, la lançant dans la construction matériel roulant ferroviaire, la construction aéronautique et implantant au Japon, pour la première fois, le travail posté en 3x8. Il transforme le chantier naval en une des entreprises les plus importantes du Japon.

## La succession Matsukata
Au cours de la Première Guerre mondiale, durant laquelle son entreprise livre de nombreux navires aux pays alliés, Matsukata effectue plusieurs voyages d’affaires en Europe, essentiellement à Londres et à Paris. Sur place, il s’intéresse aux œuvres d’art occidentales, et projette d'y donner accès aux Japonais en créant au Japon un musée consacré à l'art occidental. Il effectue à cette période de nombreux achats, qu'il laisse en dépôt auprès de personnes de confiance en France et au Royaume-Uni.
À la fin de la Première Guerre mondiale, la dégradation de la situation économique et les barrières à l'importation des produits de luxe mises en place au Japon l'empêchent de rapatrier les nombreuses œuvres qu'il a acquises, toujours conservées en Europe. En 1939, sa collection londonienne sera intégralement détruite par un incendie. La fin de la Seconde Guerre mondiale fera de sa collection française l'enjeu d'une âpre bataille juridique et diplomatique.
Le gouvernement provisoire mis en place en 1944 dans la France libérée, considérant que la déclaration de guerre du 8 décembre 1941 faite au Japon par la France libre est valide, classe le Japon parmi les pays ennemis. À la suite d'une ordonnance stipulant que tous les biens ennemis doivent être placés sous séquestre au profit de l’administration, les Domaines de la Seine en prennent le contrôle. En novembre 1947, le gouvernement décide de mettre 21 des pièces aux enchères, sans le consentement de Matsukata Kōjirō. Celui-ci meurt le 24 juin 1950, à l’âge de 85 ans, sans avoir pu revoir sa collection.
Dès lors, ses enfants tentent de reprendre le contrôle de la collection, grâce aux appuis politiques dont ils disposent. Dans ce but, ils reprennent l'idée de bâtir un musée d’art occidental dont la collection constituerait le noyau, seul moyen permettant d’en éviter la dispersion. Si Robert Schuman et son ministère des Affaires étrangères français adhèrent rapidement au projet, le « caractère français » de la collection pouvant contribuer à renforcer l’influence culturelle de la France au Japon, les musées français considèrent pour leur part que la collection n’est pas un outil diplomatique mais bien une partie du patrimoine français, qu'ils ne souhaitent pas voir partir à l'étranger.
Après des années d'échanges diplomatiques parfois tendus, les gouvernements français et japonais finissent par dénouer la situation. La construction d'un musée d'art occidental à Tokyo est financée par le Japon, qui en confie le projet architectural à Le Corbusier. Le gouvernement français offre pour sa part au gouvernement japonais les œuvres de la collection, sur laquelle la famille Matsukata déclare renoncer à l'intégralité de ses revendications. Cependant, la collection sera amputée d'une quinzaine d'œuvres majeures, destinées à rester en France, qui représentent en fait une partie importante de sa valeur vénale. C'est le cas en particulier de la troisième version de La Chambre de Van Gogh à Arles, ainsi que de la sculpture des Bourgeois de Calais, pour laquelle le Japon obtient compensation sous la forme d'une nouvelle copie fondue à ses frais. Justine Dieulh, par Henri de Toulouse-Lautrec, revient également en France.
Le musée national de l'Art occidental imaginé par Matsukata Kōjirō est finalement inauguré à Tokyo le 10 juin 1959, devenant le réceptacle des pièces de sa collection.